# Casa al carrer Major, 9 (Sant Pere Sallavinera)
La Casa al carrer Major, 9 és una obra de Sant Pere Sallavinera (Anoia) inclosa a l'Inventari del Patrimoni Arquitectònic de Catalunya.

## Descripció
Casa de planta rectangular construïda en pedra, arrebossada de manera que només destaquen les dovelles de pedra picada del balcó i finestres del pis i les de la porta d'entrada de mig punt.
La casa té pis i galeria visible per una petita finestra que destaca sota la teulada.